# Misspass

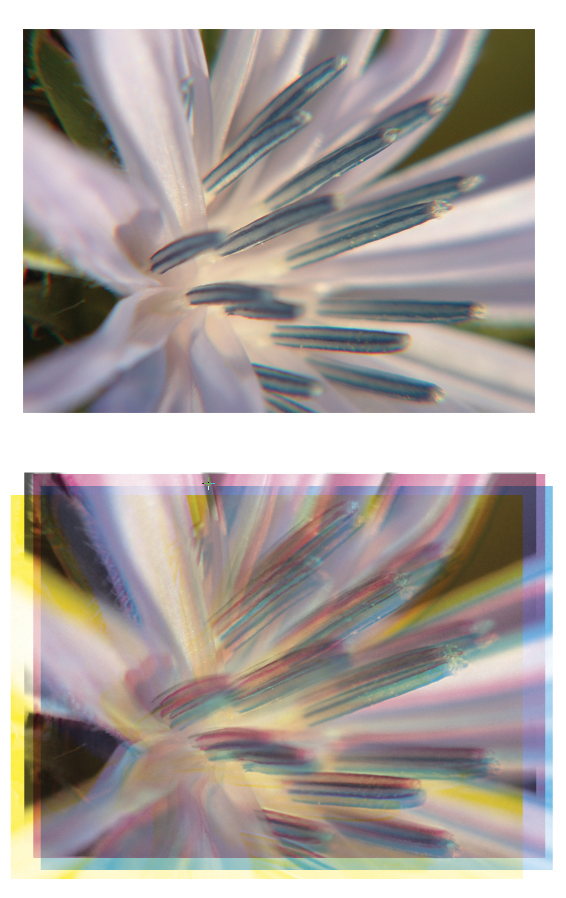
Den översta bilden visas utan misspass (d.v.s. perfekt registrering) medan den nedersta bilden visas med (extrem) misspass. Märk att den nedersta bilden delats upp i grundfärgerna cyan (C), magenta (M), gul (Y) och svart (K).

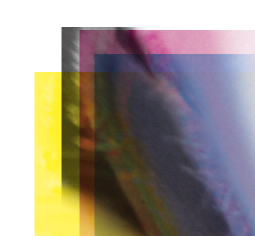
Förstoring av en del av bilden ovan, där misspasset syns tydligare.

Misspass är inom den grafiska industrin det att tryckfärgerna inte trycks på rätt position, utan är förskjutna något i förhållande till varandra.
Misspass gör bilden oskarp, som visas tydligt i bilden till höger.
För att kontrollera så att de olika tryckfärgerna är rätt placerade används passmärken.